# Cantello
Cantello is een gemeente in de Italiaanse provincie Varese (regio Lombardije) en telt 4409 inwoners (31-12-2004). De oppervlakte bedraagt 9,1 km², de bevolkingsdichtheid is 472 inwoners per km².
De volgende frazioni maken deel uit van de gemeente: Gaggiolo, Ligurno.

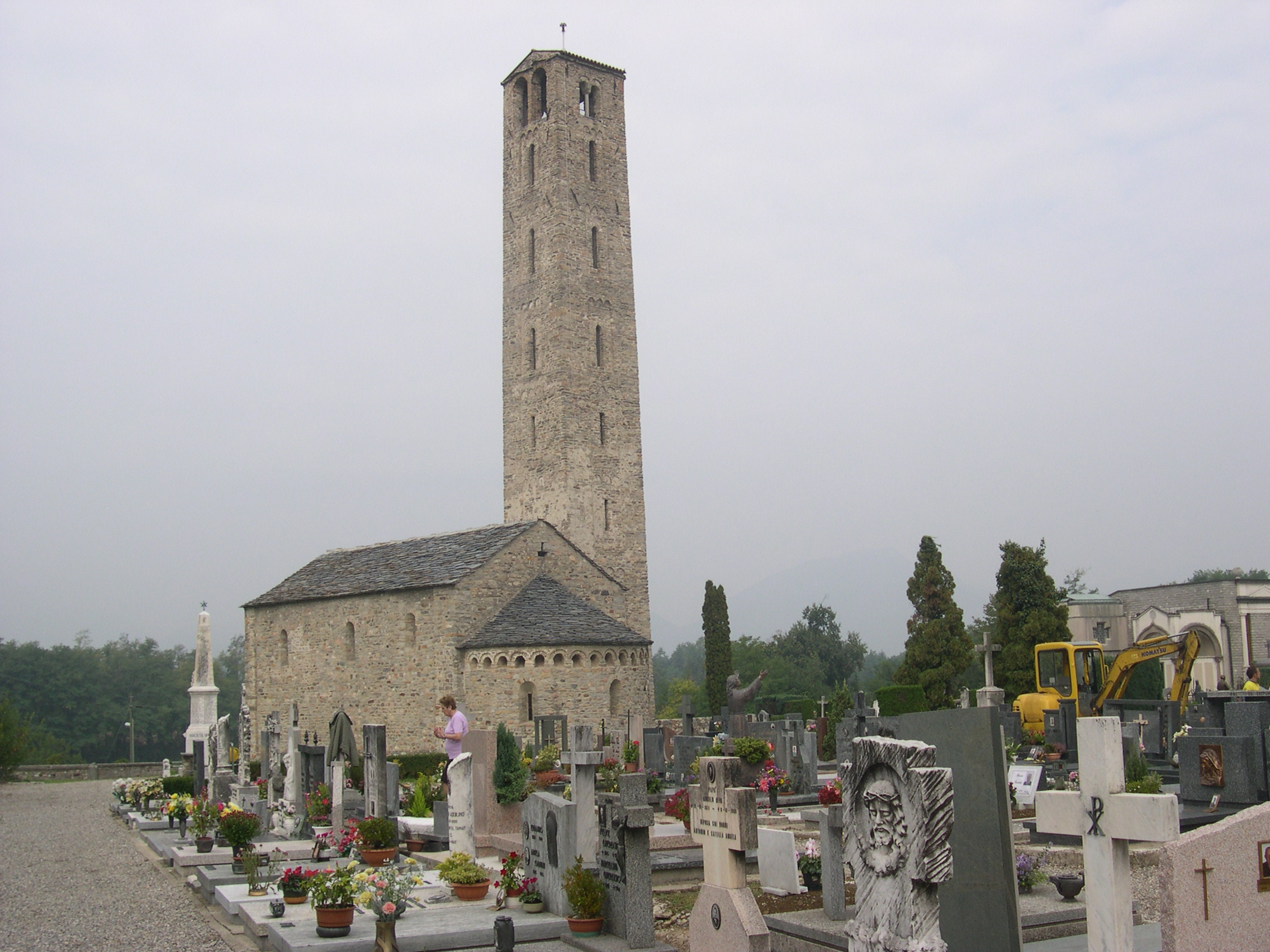
Ligurno
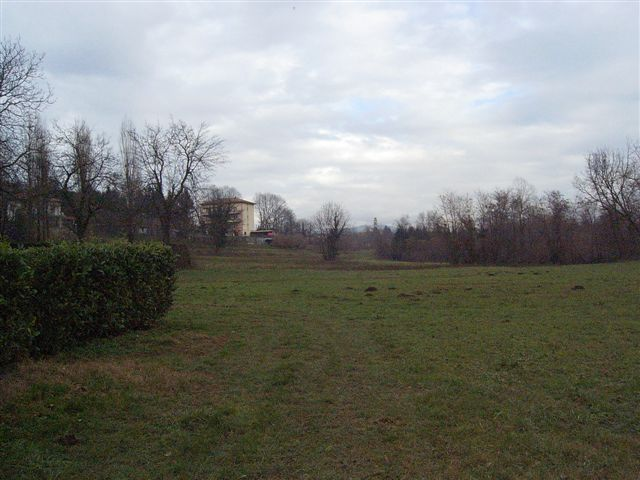
Omgeving van Cantello

## Demografie
Cantello telt ongeveer 1689 huishoudens. Het aantal inwoners steeg in de periode 1991-2001 met 7,9% volgens cijfers uit de tienjaarlijkse volkstellingen van ISTAT.
| Jaar | Inwoneraantal |
| ---- | ------------- |
| 1991 | 3932          |
| 2001 | 4244          |

## Geografie
De gemeente ligt op ongeveer 404 m boven zeeniveau.
Cantello grenst aan de volgende gemeenten: Arcisate, Cagno (CO), Clivio, Malnate, Rodero (CO), Varese, Viggiù, Stabio (Zwitserland).